# Tarzan – Herr des Urwalds
Tarzan – Herr des Urwalds (Originaltitel: Tarzan, the Ape Man) ist ein US-amerikanischer Abenteuerfilm des Regisseurs John Derek aus dem Jahr 1981. Alternativtitel sind Tarzan, Herr des Dschungels und Tarzan, Herr der Affen.

## Handlung
Das bekannte Tarzan-Motiv wird hier aus der Sicht von Jane Parker erzählt, die ihren Vater James Parker auf einer Expedition in Afrika besucht. Die Gruppe gerät im Dschungel in verschiedene Gefahren und wird von dem Naturmenschen Tarzan gerettet. Jane verliebt sich in den Kraftprotz und bleibt schließlich bei ihm.

## Hintergrund
Der im Mai 1998 verstorbene Regisseur, Produzent und Kameramann John Derek war der Ehemann von Bo Derek. Als Fotograf hatte er neben Bo auch seine vorherigen Ehefrauen Ursula Andress und Linda Evans für den Playboy abgelichtet.
Gedreht wurde auf Sri Lanka und den Seychellen.
Als Tarzan war Lee Canalito vorgesehen, doch in letzter Minute entschied sich Produzent Derek anders und verhalf damit Miles O’Keeffe zu seinem Filmdebüt.
Stunt-Koordinator war Jock Mahoney, der in den frühen 1960er Jahren zweimal den Tarzan darstellte.

## Kritik
Der film-dienst bezeichnete den Film als „[e]ine quälend langweilige Neuauflage der alten Kintopp-Geschichte, die sich als ebenso peinliche wie lächerliche Personality-Show für die Hauptdarstellerin erweist.“

## Auszeichnungen
- 1982: Goldene Himbeere in der Kategorie Schlechteste Schauspielerin (Bo Derek); fünf weitere Nominierungen in den Kategorien Schlechtester Film, Schlechtestes Drehbuch, Schlechtester Schauspieler (Richard Harris), Schlechteste Regie (John Derek), Schlechtester Debütant (Miles O’Keeffe)

## Deutsche Fassung
Die deutsche Synchronfassung entstand durch die Berliner Synchron GmbH nach dem Dialogbuch und unter der Dialogregie von Heinz Freitag.
| Rolle        | Darsteller       | Synchronsprecher  |
| ------------ | ---------------- | ----------------- |
| Jane Parker  | Bo Derek         | Angelika Bender   |
| Tarzan       | Miles O’Keeffe   | –                 |
| James Parker | Richard Harris   | Michael Chevalier |
| Harry Holt   | John Phillip Law | Frank Glaubrecht  |
| Africa       | Akushula Selayah | Alexandra Lange   |
| Riano        | Maxime Philoe    | Jürgen Kluckert   |